# يوهان فيلهلم بومر
يوهان فيلهلم بومر (بالألمانية: Johann Wilhelm Baumer) (و. 1719 – 1788 م) هو فيزيائي، وكاتب عمومي، وأستاذ جامعي، وكاتب من ألمانيا .
توفي في غيسن ، عن عمر يناهز 69 عاماً.

## مناصب وهيئات
أدار جامعة غيسن.